# Herman Benjamins

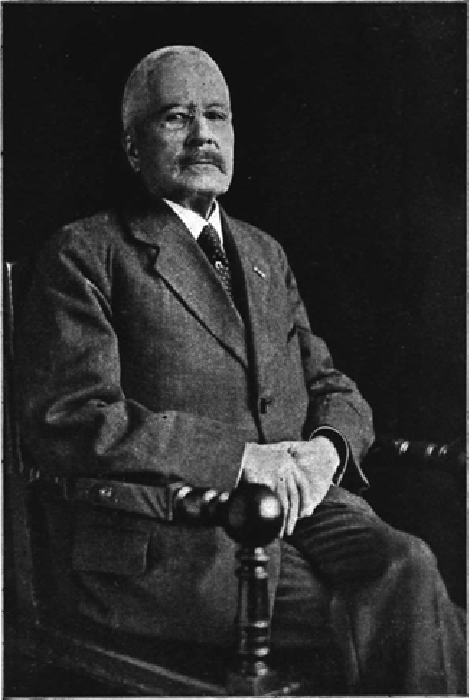
Herman Benjamins

Herman Daniël Benjamins (Paramaribo, 25 februari 1850 – Den Haag, 23 januari 1933) was een Surinaams onderwijsinspecteur.
Na zijn opleiding als wis- en natuurkundige in Leiden, was hij van 1878 tot 1910 als onderwijsinspecteur verantwoordelijk voor het onderwijs in Suriname. In die rol propageerde hij het Nederlands ten koste van het Sranantongo in Suriname.
Na zijn pensionering vormde hij met Johannes Snelleman de redactie van de Encyclopaedie van Nederlandsch West-Indië. Aanvullende gegevens: zoals al op andere pagina's in Wikipedia vermeld, is er een school in Suriname naar hem vernoemd, dat is de Dr. H.D. Benjaminsschool, die was gevestigd op de hoek van de Nepveustraat en de Nieuwe Domineestraat. De Willemsschool is toen van naam veranderd en vernoemd naar Dr. H.D. Benjamins maar op een schoolrapport van die school is de naam als volgt gespeld: Dr. H.D. Benjaminschool, maar het moet zijn Dr. H.D. Benjaminsschool.